# لبني أحمد (مذيعة)
لبني أحمد، مذيعة واستشاري العلاج بالطاقة الحيوية والاحجار الكريمة من مواليد القاهره 1974 حاصلة على ليسانس الآداب، قسم اللغة العبرية 1996، وبدأت عملها في المجال الإعلامي، معدة ومخرجة برامج، غير أنها سرعان ما قررت «تعديل مسارها»، فدرست اللغة العربية، وأصبحت «مذيعة عربي» معتمدة، لتبدأ من هنا رحلتها مع «العلاج بالطاقة»، الرحلة التي خاضتها المذيعة المصرية.

## بداية العمل الاذاعي
كانت بداية لبني احمد الاذاعية، كمحررة ومترجمة في البرنامج العبري، بعد ذلك انتقلت للقنوات المتخصصة عام 1998 للعمل مخرجة ومعدة، فعملت في قناة النيل الثقافية وقناة النيل للأخبار وأكثر من قناة آخرى.
وفي عام 2005 اجتازت اختبارات المذيعين بالإذاعة المصرية، ثم انتقلت الي العمل مذيعة باللغة العربية، وبالفعل اعتمدت مذيعة عربي، وبدأت من خلال إذاعة الكبار، التي عملت بها حوالي ستة أشهر، ثم انتقلت إلى إذاعة الأغاني عام 2006، وقدمت برنامجها الشهير «هنعيشها أحلي».
تخصص البرنامج في مناقشة قضايا ومشكلات الحياة من خلال متخصصين في مجالات متنوعة لمعالجة هذه المشكلات، وكان للبرنامج بصمة في تعديل بعض العادات والمشاعر السلبية لدي بعض المستمعين.
تزخر مكتبة الإذاعة بالعديد من البصمات المميزة في إذاعة الأغاني من خلال اعمالها مع الفنانين والنجوم حلمي بكر وعلاء عبد الخالق 

## البرامج الاذاعية
- هنعيشها احلي، برنامج يتناول قضايا السعادة وتحدي الصعاب.
- نجوم وراء النجوم، برنامج حواري يتناول السيرة الذاتية للفنانيين، إخراج نسرين لطفي
- في حضرة الحبيب، برنامج ديني مخصص عن روحانيات شهر رمضان، إخراج تامر عز الدين
- الفترات المفتوحة علي الهواء، إعداد سيد عبد العزيز
- احلي ما فيهم.
- موازييك.
- طلبك عندنا، فترة مفتوحة تقدم طلبات المستمعين على الهواء مباشرة من الاغنيات.

## المؤلفات
- ظبط طاقه المكان بالفينغ شوى
- أسرار الطاقه.
- أسرار الأحجار الكريمة.
- علم الأرقام والحروف.

## المعالجة بالطاقة
اسست اكاديميه كارما الدوليه عام 2014 لتكون اول اكاديميه معتمده لتدريس علوم الطاقه الحيويه بكل اقسامها وعلومها بنظام الكورسات، الحضور والاونلاين، وانشأت أكبر معرض ومركز لبيع كل ما يخص علوم الطاقه الحيويه من منتجات حديثه وقديمه واحجار كريمه وأشكال وعناصر الفينغ شوى.

## لقاءات الفنانين والكتاب
كان للبني احمد تسجيلات مع الفنانين والكتاب، حيث حظت بالتسجيل مع الموسيقار محمد سلطان والموسيقار محمد على سليمان والفنان ادوارد